# Palau Quitandinha

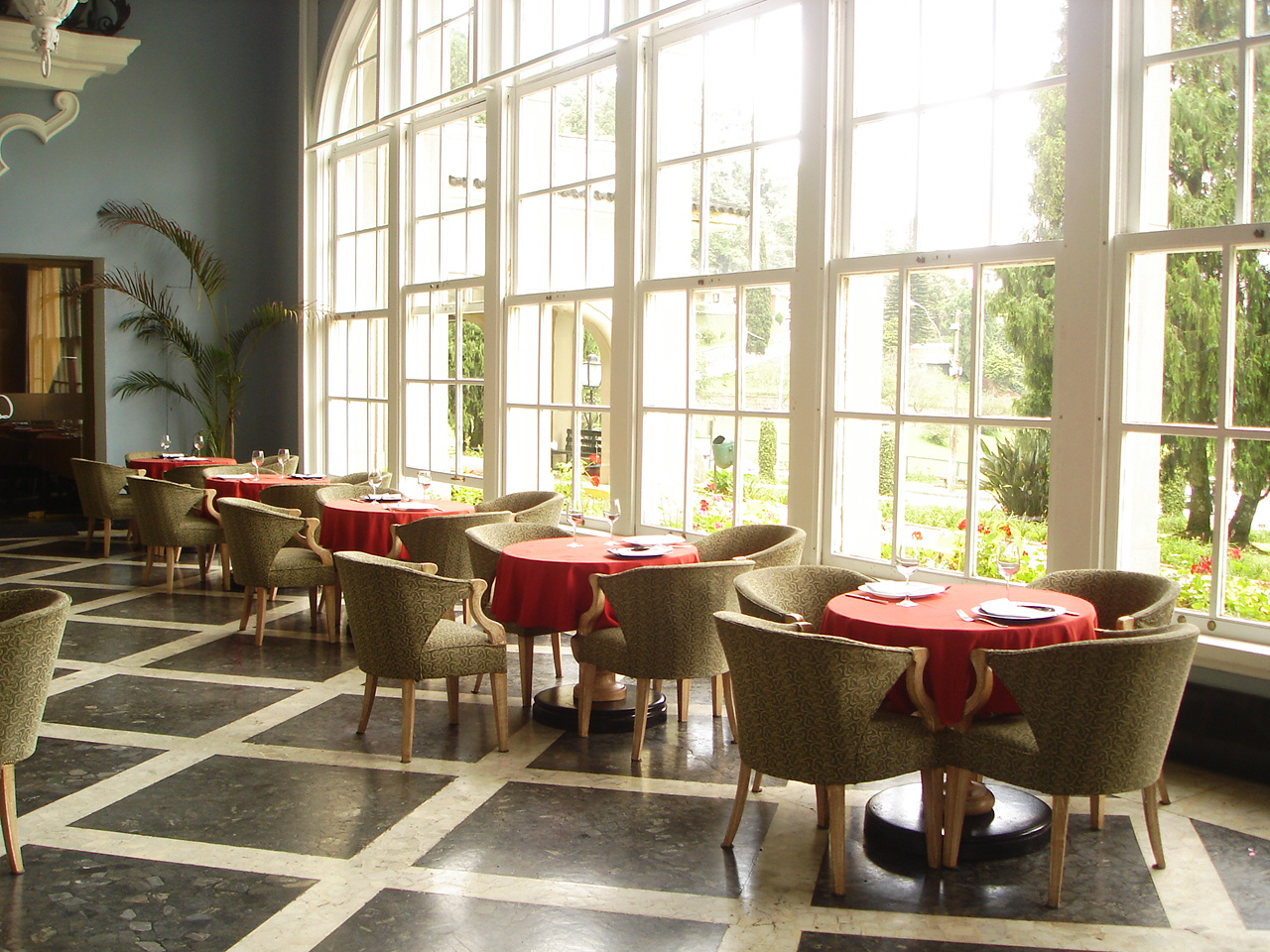
Restaurant.

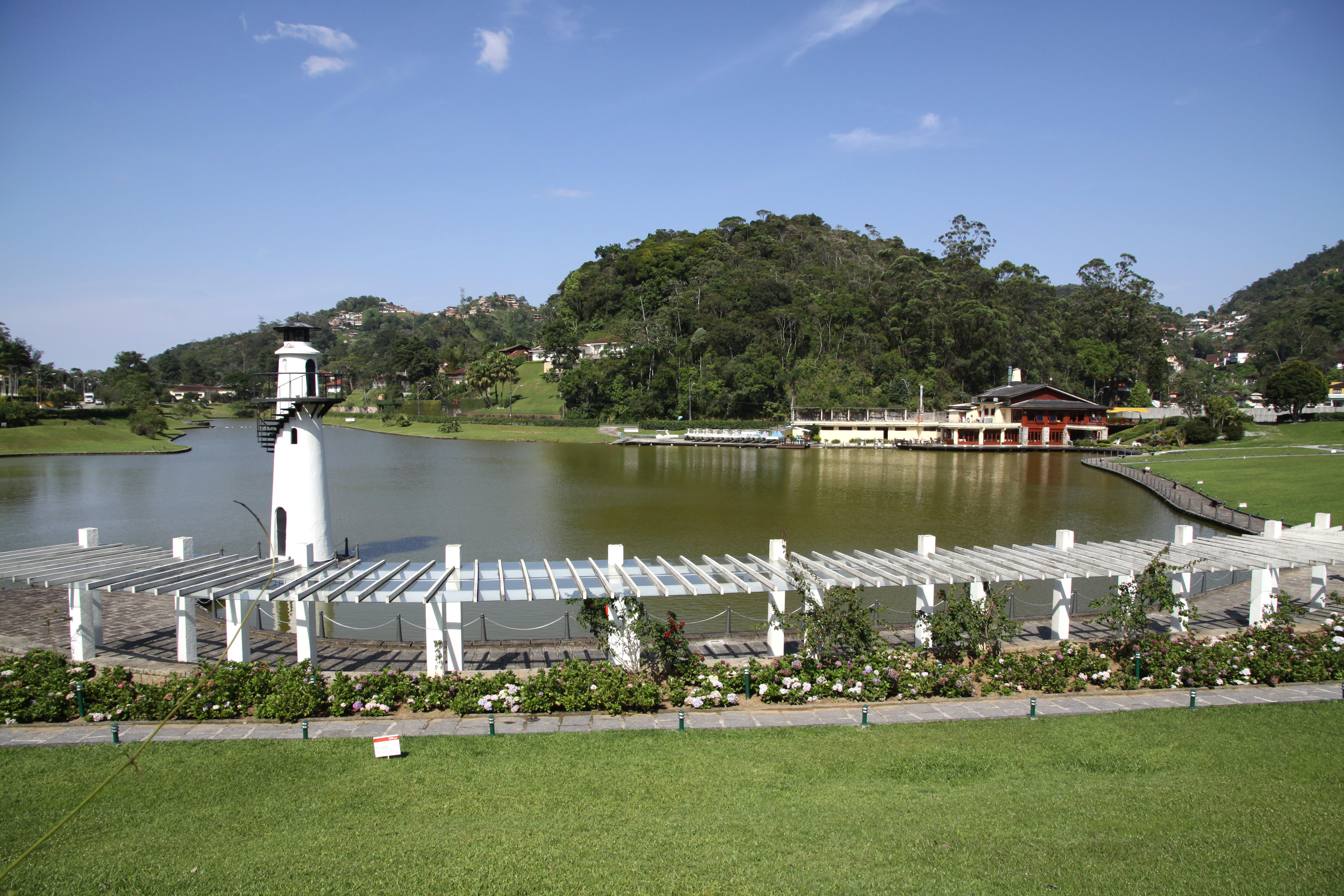
Llac artificial davant del palau.

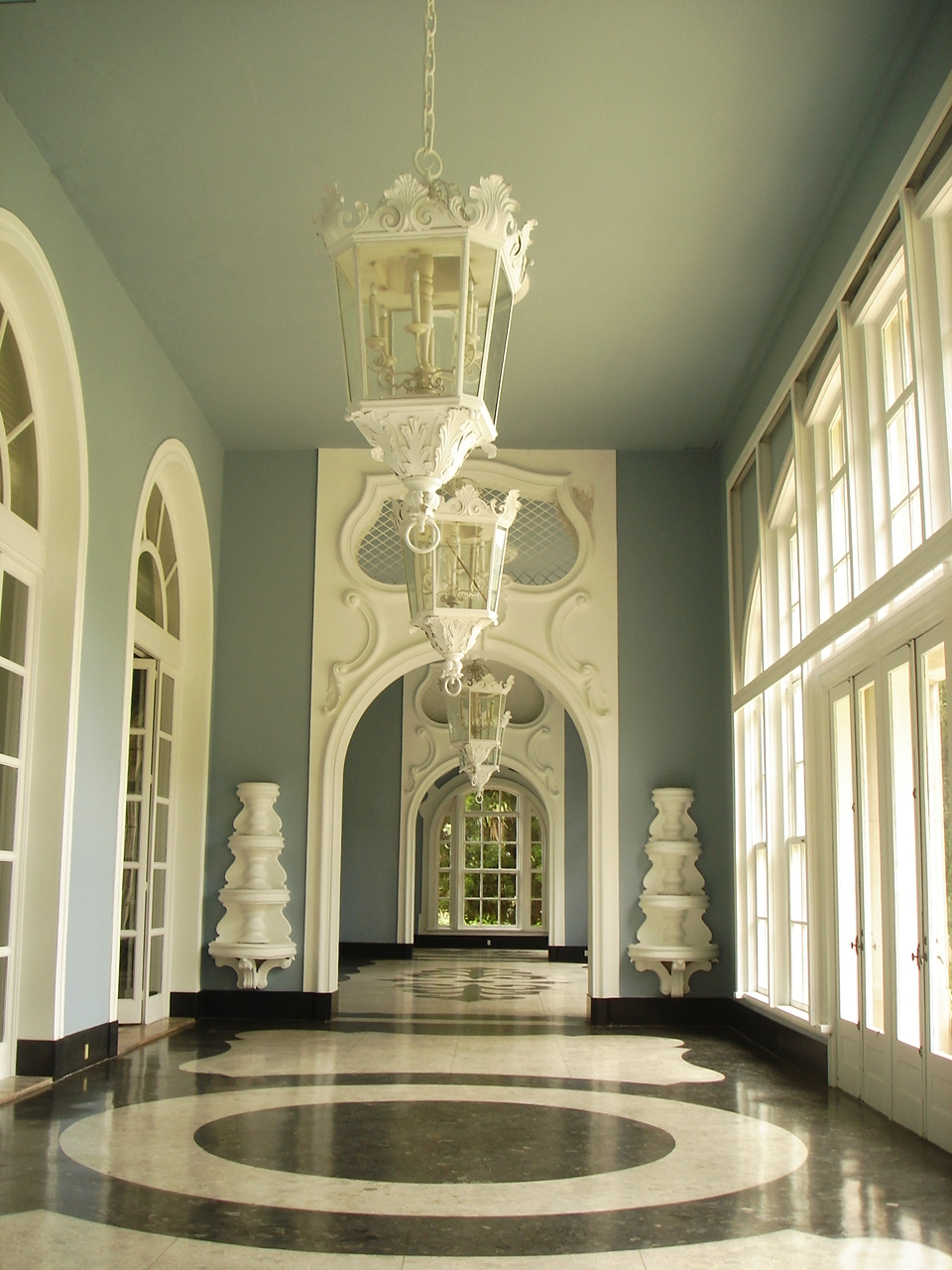
Interior del Palau Quitandinha.

El Palau Quitandinha (portuguès: Palácio Quitandinha) és un palau brasiler, situat a Petrópolis, estat de Rio de Janeiro. És el palau més gran del Brasil i un dels més grans d'Amèrica Llatina, amb 50.000 m² d'àrea construïda i sis pisos, dividits en 440 apartaments i 13 grans salons de fins a 10 metres d'alçada. La cúpula del saló Mauá va arribar a ser la segona més gran del món, amb 30 metres d'alçada i 50 metres de diàmetre.

## Història
Va ser construït el 1944 per l'arquitecte italià Luis Fossati, a iniciativa de l'empresari Joaquim Rolla, amb l'objectiu de ser l'hotel casino més gran d'Amèrica Llatina. L'estil de la seva façana és el normando-francès, que té diversos exemples a l'arquitectura de Petrópolis. La decoració del seu interior correspon a l'estil rococó i va ser responsabilitat de Dorothy Draper, dissenyadora d'interiors i escenògrafa de Hollywood.
Està ubicat al barri Quitandinha de Petrópolis, que deu el seu nom al magatzem i parador que a principis del segle xx existia en aquella zona. El terreny on es va construir era propietat d'Antonnio Faustino, enginyer en cap i vicedirector del Ferrocarril Central del Brasil, cunyat de Rolla. Faustino ja era propietari del Castell Montebello Medieval a Teresòpolis.
Per a la seva construcció es va utilitzar sorra de la platja de Copacabana, de Rio de Janeiro. El llac artificial davant de la façana principal té la forma del mapa del Brasil i va ser construït com a reserva d'aigua davant de possibles incendis.
El seu apogeu va coincidir amb l'època d'or del cinema i de la ràdio, del teatre de revistes i dels casinos. Els seus salons van ser visitats per personalitats del cinema com Errol Flynn, Orson Welles, Lana Turner, Henry Fonda, Maurice Chevalier, Greta Garbo, Walt Disney, Carmen Miranda, Bing Crosby, entre d'altres. També per líders polítics com Harry Truman, el rei Carles II de Romania i Eva Perón. Algunes importants personalitats brasileres van posseir apartaments, entre ells els expresidents Getúlio Vargas i Eurico Gaspar Dutra.
A les seves dependències Getúlio Vargas va signar la declaració de guerra del Brasil contra les potències de l'Eix, durant la Segona Guerra Mundial. Entre el 15 d'agost i el 2 de setembre de 1947 es va celebrar la Conferència Interamericana de 1947; coneguda com a Tractat de Quitandinha, Tractat de Rio de Janeiro o Pacte de Petrópolis; i que va donar origen al Tractat Interamericà d'Assistència Recíproca (TIAR).
El 1957 es va realitzar la 16a Conferència Mundial d'Escoltisme, que va comptar amb representants de 23 països associats a l'Associació Mundial de Noies Guies i Noies Escoltes.
El 30 de maig de 1946, el president Eurico Gaspar Dutra va decretar la prohibició dels jocs d'atzar a Brasil i el Quitandinha va deixar de ser rendible com a hotel. Els seus apartaments van ser venuts per Joaquim Rolla a partir de 1963, convertint-ho en un dels clubs més grans del món, que va aconseguir molts beneficis econòmics amb el creixement de l'economia brasilera als anys 1970. Però el manteniment de l'edifici es va tornar inviable després de la venda de molts títols de socis fixos que no pagaven mensualitat.
Un altre fet que va complicar la situació del club va ser l'augment de la inflació al Brasil i l'augment dels turistes cap al litoral fluminense (Cabo Frio, Armação dos Búzios) el que va disminuir encara més el nombre de socis aportants. El club no va poder mantenir-se a causa del seu alt cost, que el convertia en el més car d'Amèrica Llatina.
El 25 d'abril de 1991, el conjunt arquitectònic paisatgístic de l'Hotel Quitandinha va ser declarat Patrimoni Cultural per l'Institut Estatal de Patrimoni Cultural (INEPAC) de l'estat de Rio de Janeiro.

## Administració
És administrat i mantingut per la SESC i la seva sala de bitlles i part dels seus salons estan oberts al públic. També hi ha una pista de patinatge sobre gel i un restaurant. L'àrea social és utilitzada per a congressos, espectacles, fires i altres esdeveniments. El seu teatre, amb capacitat per a 1.200 persones, i els seus salons són utilitzats per al Festival d'Hivern de Petrópolis i per al de SESC-Quitandinha.
L'àrea d'apartaments és privada i cada apartament té el propi propietari. Diverses habitacions de l'antic hotel van ser comprades i annexades a altres, formant així apartaments amb amplis espais i més valor agregat. L'alt cost del condomini i la distància fins al centre de Petròpolis havia desestimulat la compra d'immobles a l'edifici durant molt de temps, però diverses famílies de classe mitjana alta i alta s'hi van allotjar a partir de la restauració que es va donar a conseqüència de l'externalització de l'administració a favor del SESC. El ressorgiment de les activitats culturals i d'entreteniment a l'àrea social, més la bellesa de l'edifici i el seu entorn, han reimpulsat la construcció a la zona.